# 神戸たろう
神戸 たろう（かんべ たろう）は日本のAV監督。
ソフト・オン・デマンドのグループメーカーのROCKETの社員監督。

## 人物
1977年12月2日生まれ。2002年V&Rプランニング入社。
なし崩し的ナンパ作品を得意としており、多数のナンパ作品をリリース。
2007年にV&Rプロダクツとの一件で会社を退社。
その後2008年1月に竹本シンゴ、テンプルすわ、ささきうずまきらとともに新レーベルROCKETを設立した。
現在、ROCKETでは制作部の部長。監督として作品も作り続けている。
得意とする作品ジャンルは「淫語」、「近親相姦」、「ショタもの」、「レズ」。
V&Rプランニング入社以前にはソフト・オン・デマンドに在籍していた経歴を持ち、
ソフト・オン・デマンドの葛西大祐とはソフト・オン・デマンドの同期生でもある。

## 経歴
- 2002年　V&Rプランニング入社
- 2007年　V&Rプロダクツとの一件で会社を退社
- 2008年1月　竹本シンゴ、テンプルすわ、ささきうずまきらとともに新レーベルROCKETを設立[3]

## 代表作
- 「淫語女子アナ」シリーズ
- 「裸当ててみて」シリーズ
- 「ちびっこセクハラ痴漢隊」シリーズ
- 「全裸レズバトル」シリーズ
- 「全裸オイルキャットファイト」シリーズ
- 「出没!中出しック天国」シリーズ
- 「着エロナンパ　ビキニまつり」シリーズ

## 作品

### V&R作品
- ヴァーチャル★アイ ～変態目線～（2003年8月21日）
- 素人ナンパ 出没！中出しック天国 八王子編（2004年8月19日）

など

### ROCKET作品
- 裸で銅像になりきって街角羞恥露出（2009年6月18日）
- ブルセラ48（2011年01月08日）
- 筋肉美人アスリート20人！マッスルブルマ大運動会（2011年10月6日）
- ざーめんどぴゅどぴゅ　（2013年2月21日）
- 世界一変態で恥ずかしい挑戦（2013年4月11日）
- 全裸淫語歌謡ショー　（2013年5月9日）
- 自画撮り革命AV 素人エロ自画撮り放送（2013年7月18日）
- 世界一変態で恥ずかしい挑戦2（2013年9月5日）
- 軟体ツイスターゲーム3Dワールド（2014年4月10日）
- 息子なら母姉妹の裸当ててみて！家族＋叔母の家族でオール近親相姦7Pスペシャル（2014年5月10日）
- 全裸オイルキャットファイト3（2014年12月6日）
- 息子なら母姉妹の裸当ててみて！家族＋叔母の家族でお正月からオール近親相姦全員おめでたSP（2015年1月8日）
- 全裸オイルキャットファイト４（2015年5月9日）
- スケベな兄妹5組が無人島で全裸鬼ごっこ一転脱出ミッションで近親相姦（2015年6月6日）
- 運動音痴 羞恥全裸体力測定2015（2015年7月23日）
- 全裸オイルキャットファイト6（2015年12月10日）
- 筋肉美少女プロレスラー愛弓 痛恨の危険日直撃！孕ませ中出しデスマッチ!!（2016年12月22日）
- 父親なら娘の裸当ててみて！巨乳姉妹と親子丼3P父の日SP（2017年6月15日）
- スーパーガチンコ全裸レズバトル DYNAMITE2017（2017年9月01日）
- 肛門認証が当たり前になった世界（2018年5月24日）
- スーパーガチンコ全裸レズバトル DYNAMITE2018（2018年6月07日）
- バトル・オブ・レズビアンズ2（2019年7月11日）
- バトル・オブ・レズビアンズ3（2019年12月12日）
- 淫語女子アナ21 朝の顔は爽やか潮吹きアナ奏音かのんSP（2020年4月9日）
- 真木今日子にレズテクで勝ったら1000万円（2020年4月23日）
- ロリっ娘好きな時間停止おじさん（2020年5月08日）
- 淫語バスガイド 永井マリア（2020年5月21日）
- 女王様のリング2～欲望の地下女子プロレズ～（2020年6月11日）
- 早漏ママと早漏ムスコの早イキ近親相姦クイズ（2020年6月25日）
- 淫語女子アナ22 月乃ルナSP（2020年8月13日）
- ディープキス歯科クリニック3 花音うらら先生のキス地獄SP（2020年9月24日）
- 女王様のリング3～欲望の地下女子プロレズ～（2020年10月8日）
- 淫語女子アナ23 織田真子SP（2020年11月12日）
- 淫語女王様の射精管理（2020年12月10日）
- ディープキス歯科クリニック4 辻井ほのか先生のキス地獄SP（2020年12月24日）
- 淫語女子アナ24 川菜美鈴SP（2021年1月8日）
- いつでもどこでもシコシコピュッピュッ！ショタ専用「射精初心者マーク」（2021年1月21日）

- 筋肉美人ママ3組マッスル中出し近親相姦バトル (配信開始日:2025年03月10日)

など多数